# Renzo Zorzi
Renzo Zorzi (* 12. Dezember 1946 in Ziano di Fiemme; † 15. Mai 2015 in Magenta) war ein italienischer Automobilrennfahrer. Er bestritt sieben Formel-1-Rennen für schwach finanzierte Teams.

## Karriere
Renzo Zorzi arbeitete seit den späten 1960er-Jahren für den italienischen Reifenhersteller Pirelli. Er begann seine Motorsportkarriere 1972 in der Formel 3. Er startete für die Scuderia Mirabella und setzte in den ersten beiden Jahren unterschiedliche Autos von Tecno, Brabham und einigen kleinen italienischen Herstellern ein, zunächst ohne regelmäßige Erfolge zu erzielen. 1974 und 1975 arbeitete Zorzi für die Fiat-Tochter Lancia, die zusammen mit Repetto ein Formel-3-Triebwerk entwickelte. 1975 fuhr Zorzi den Motor in einem Auto GRD; mit dieser Kombination gewann er den Großen Formel-3-Preis von Monaco und wurde Dritter der Formel-3-Europameisterschaft.
Mit Unterstützung seines Sponsors Francesco Ambrisio erhielt Zorzi daraufhin ein Formel-1-Cockpit in dem finanziell angeschlagenen Teams von Frank Williams, für das er im veralteten Williams FW03 den Großen Preis von Italien 1975 bestritt. Bei seinem Formel-1-Debüt kam er mit sechs Runden Rückstand auf den Sieger als 14. und Letzter ins Ziel. 1976 startete Zorzi einmal für den Williams-Nachfolger Walter Wolf Racing. Das Auftaktrennen in Brasilien war Zorzis einziger Formel-1-Einsatz in diesem Jahr.
1977 wechselte Zorzi zum Shadow-Team, für das er die ersten fünf Saisonrennen bestritt. Beim Großen Preis von Brasilien belegte er den 6. Platz und erreichte damit den einzigen WM-Punkt in seiner Karriere.
Als Shadow-Pilot war Zorzi indirekt am tödlichen Unfall seines Teamkollegen Tom Pryce in Kyalami beim Großen Preis von Südafrika beteiligt. Zorzi blieb auf der Zielgeraden mit einem Motorschaden liegen. Der Streckenposten Frederik Jansen Van Vuuren wollte das entstehende Feuer an Zorzis Wagen löschen, überquerte dabei, ohne auf Fahrer zu achten, die Strecke und wurde von Tom Pryce in voller Fahrt erfasst. Dieser konnte aufgrund einer Fahrbahnkuppe die Stelle nicht einsehen. Pryce starb durch den Feuerlöscher des Streckenpostens, der ihn beim Unfall am Kopf traf. Der Streckenposten war ebenfalls sofort tot.
Nach dem fünften Saisonrennen wurde Zorzi durch Riccardo Patrese ersetzt, der ebenfalls von Franco Ambrisio unterstützt wurde. Danach ergab sich für ihn keine Gelegenheit mehr, ein Formel-1-Rennen zu bestreiten.
Nach seiner Zeit im Monopostosport bestritt er Sportwagenrennen. Unter anderem siegte er 1979 gemeinsam mit Marco Capoferri beim 1000-km-Rennen von Monza. Später kehrte er zu Pirelli zurück, um dort als Testfahrer zu arbeiten.
Nach dem Ende seiner Rennfahrerkarriere baute Zorzi in Binetto in der Region Apulien eine Rennfahrerschule auf. Er starb am 15. Mai 2015 im Alter von 68 Jahren nach langer schwerer Krankheit.

## Statistik

### Statistik in der Automobil-Weltmeisterschaft
Diese Statistik umfasst alle Teilnahmen des Fahrers an der Automobil-Weltmeisterschaft, die heutzutage als Formel-1-Weltmeisterschaft bezeichnet wird.

#### Gesamtübersicht
| Saison | Team                       | Chassis       | Motor                | Rennen | Siege | Zweiter | Dritter | Poles | schn. Rennrunden | Punkte | WM-Pos. |
| ------ | -------------------------- | ------------- | -------------------- | ------ | ----- | ------- | ------- | ----- | ---------------- | ------ | ------- |
| 1975   | Frank Williams Racing Cars | Williams FW03 | Ford-Cosworth 3.0 V8 | 1      | –     | –       | –       | –     | –                | –      | –       |
| 1976   | Frank Williams Racing Cars | Williams FW04 | Ford-Cosworth 3.0 V8 | 1      | –     | –       | –       | –     | –                | –      | –       |
| 1977   | Shadow Racing Cars         | Shadow DN5B   | Ford-Cosworth 3.0 V8 | 2      | –     | –       | –       | –     | –                | 1      | 19.     |
| 1977   | Shadow Racing Cars         | Shadow DN8    | Ford-Cosworth 3.0 V8 | 3      | –     | –       | –       | –     | –                | 1      | 19.     |
| Gesamt | Gesamt                     | Gesamt        | Gesamt               | 7      | –     | –       | –       | –     | –                | 1      |         |

#### Einzelergebnisse
| Saison | 1 | 2   | 3   | 4   | 5 | 6 | 7 | 8 | 9 | 10 | 11 | 12 | 13 | 14 | 15 | 16 | 17 |
| ------ | - | --- | --- | --- | - | - | - | - | - | -- | -- | -- | -- | -- | -- | -- | -- |
| 1975   |   |     |     |     |   |   |   |   |   |    |    |    |    |    |    |    |    |
|        |   |     |     |     |   |   |   |   |   |    |    | 14 |    |    |    |    |    |
| 1976   |   |     |     |     |   |   |   |   |   |    |    |    |    |    |    |    |    |
| 9      |   |     |     |     |   |   |   |   |   |    |    |    |    |    |    |    |    |
| 1977   |   |     |     |     |   |   |   |   |   |    |    |    |    |    |    |    |    |
| DNF    | 6 | DNF | DNF | DNF |   |   |   |   |   |    |    |    |    |    |    |    |    |

| Legende  | Legende            | Legende                                                          |
| Farbe    | Abkürzung          | Bedeutung                                                        |
| -------- | ------------------ | ---------------------------------------------------------------- |
| Gold     | –                  | Sieg                                                             |
| Silber   | –                  | 2. Platz                                                         |
| Bronze   | –                  | 3. Platz                                                         |
| Grün     | –                  | Platzierung in den Punkten                                       |
| Blau     | –                  | Klassifiziert außerhalb der Punkteränge                          |
| Violett  | DNF                | Rennen nicht beendet (did not finish)                            |
| Violett  | NC                 | nicht klassifiziert (not classified)                             |
| Rot      | DNQ                | nicht qualifiziert (did not qualify)                             |
| Rot      | DNPQ               | in Vorqualifikation gescheitert (did not pre-qualify)            |
| Schwarz  | DSQ                | disqualifiziert (disqualified)                                   |
| Weiß     | DNS                | nicht am Start (did not start)                                   |
| Weiß     | WD                 | zurückgezogen (withdrawn)                                        |
| Hellblau | PO                 | nur am Training teilgenommen (practiced only)                    |
| Hellblau | TD                 | Freitags-Testfahrer (test driver)                                |
| ohne     | DNP                | nicht am Training teilgenommen (did not practice)                |
| ohne     | INJ                | verletzt oder krank (injured)                                    |
| ohne     | EX                 | ausgeschlossen (excluded)                                        |
| ohne     | DNA                | nicht erschienen (did not arrive)                                |
| ohne     | C                  | Rennen abgesagt (cancelled)                                      |
| ohne     | keine WM-Teilnahme |                                                                  |
| sonstige | P/fett             | Pole-Position                                                    |
| sonstige | 1/2/3/4/5/6/7/8    | Punktplatzierung im Sprint-/Qualifikationsrennen                 |
| sonstige | SR/kursiv          | Schnellste Rennrunde                                             |
| sonstige | *                  | nicht im Ziel, aufgrund der zurückgelegten Distanz aber gewertet |
| sonstige | ()                 | Streichresultate                                                 |
| sonstige | unterstrichen      | Führender in der Gesamtwertung                                   |

### Sebring-Ergebnisse
| Jahr | Team                | Fahrzeug     | Teamkollege    | Teamkollege       | Platzierung | Ausfallgrund |
| ---- | ------------------- | ------------ | -------------- | ----------------- | ----------- | ------------ |
| 1980 | Electrodyne Moretti | Porsche 935J | Giorgio Pianta | Giampiero Moretti | Ausfall     | Motorschaden |

### Einzelergebnisse in der Sportwagen-Weltmeisterschaft
| Saison | Team                                | Rennwagen                          | 1   | 2   | 3   | 4   | 5   | 6   | 7   | 8   | 9   | 10  | 11  | 12  | 13  | 14  | 15  | 16  | 17  |
| ------ | ----------------------------------- | ---------------------------------- | --- | --- | --- | --- | --- | --- | --- | --- | --- | --- | --- | --- | --- | --- | --- | --- | --- |
| 1974   | Monzeglio                           | GRD S73                            | MON | SPA | NÜR | IMO | LEM | ZEL | WAT | LEC | BRH | KYA |     |     |     |     |     |     |     |
| 1974   | Monzeglio                           | GRD S73                            | DNF |     |     |     |     |     |     |     |     |     |     |     |     |     |     |     |     |
| 1976   | Jolly Club                          | Ford Escort Lancia Stratos HF      | MUG | VAL | NÜR | MON | SIL | IMO | NÜR | ZEL | PER | WAT | MOS | DIJ | DIJ | SAL |     |     |     |
| 1976   | Jolly Club                          | Ford Escort Lancia Stratos HF      | DNF | 8   |     |     |     |     |     |     |     |     |     |     |     |     |     |     |     |
| 1977   | Giuseppe Piazzi                     | Chevron B36                        | DAY | MUG | DIJ | MON | SIL | NÜR | VAL | PER | WAT | EST | LEC | MOS | IMO | SAL | BRH | HOK | VAL |
| 1977   | Giuseppe Piazzi                     | Chevron B36                        |     |     |     |     |     |     | 8   |     |     |     |     |     | 5   |     |     |     |     |
| 1978   | Giuseppe Piazzi                     | Fiat X1/9                          | DAY | SEB | MUG | TAL | DIJ | SIL | NÜR | LEM | MIS | DAY | WAT | VAL | ROD |     |     |     |     |
| 1978   | Giuseppe Piazzi                     | Fiat X1/9                          |     |     |     |     |     |     |     |     | 10  |     |     | DNF |     |     |     |     |     |
| 1979   | Giuseppe Piazzi                     | Fiat X1/9                          | DAY | SEB | MUG | TAL | DIJ | RIV | SIL | NÜR | LEM | PER | DAY | WAT | SPA | BRH | ROA | VAL | ELS |
| 1979   | Giuseppe Piazzi                     | Fiat X1/9                          |     |     |     |     |     |     |     | DNF |     | DNF |     |     |     |     |     | 10  |     |
| 1980   | Giuseppe Piazzi Moretti Renzo Zorzi | Fiat X1/9 Porsche 935 Capoferri M1 | DAY | BRH | SEB | MUG | MON | RIV | SIL | NÜR | LEM | DAY | WAT | SPA | MOS | ROA | VAL | DIJ |     |
| 1980   | Giuseppe Piazzi Moretti Renzo Zorzi | Fiat X1/9 Porsche 935 Capoferri M1 |     | DNF | DNF | DNF | DNF |     |     |     |     |     |     |     |     |     | DNF |     |     |
| 1981   | Italsponsor                         | Lola T286                          | DAY | SEB | MUG | MON | RIV | SIL | NÜR | LEM | PER | DAY | WAT | SPA | MOS | ROA | BRH |     |     |
| 1981   | Italsponsor                         | Lola T286                          | DNF |     |     |     |     |     |     |     |     |     |     |     |     |     |     |     |     |
| 1984   | John Fitzpatrick Racing             | Porsche 956                        | MON | SIL | LEM | NÜR | BRH | MOS | SPA | IMO | FUJ | KYA | SAN |     |     |     |     |     |     |
| 1984   | John Fitzpatrick Racing             | Porsche 956                        | DNF |     |     |     |     |     |     |     |     |     |     |     |     |     |     |     |     |
| 1985   | Brun Motorsport                     | Porsche 956                        | MUG | MON | SIL | LEM | HOK | MOS | SPA | BRH | FUJ | SEL |     |     |     |     |     |     |     |
| 1985   | Brun Motorsport                     | Porsche 956                        | 6   |     |     |     |     |     |     |     |     |     |     |     |     |     |     |     |     |